# Castillo de Salmenico
El castillo de Salmenico (en griego: Κάστρο του Σαλμενικου, romanizado: Kastro tou Salmenikou) o castillo de Orgia u Oria (en griego: Κάστρο Οργιας, romanizado: Kastro tis Orias) fue un castillo a los pies de montaña Panachaiko, en el moderno municipio de Egialea, Acaya, Grecia. En 1461 fue la última guarnición del Imperio bizantino, que resistió hasta ocho años después de la caída de Constantinopla en 1453.

## Historia
El castillo fue construido inicialmente por los barones locales del Principado latino de Acaya entre 1280 y 1310. Con el paso de los años, se desarrolló una gran ciudad a su alrededor. El emplazamiento era naturalmente fortificado, en la cima de una colina tras la cual discurría el río Foinikas. Debido a los escarpados acantilados, no se requirieron fortificaciones en ese lado.
En 1460, el sultán otomano Mehmed II invadió el Peloponeso y los castillos del Despotado bizantino de Morea se sometieron, uno tras otro, a menudo sin resistencia. Salmenico fue el último bastión en ofrecer resistencia, bajo el mando de Graitzas Paleólogo. La fortaleza resistió durante un año, ya que los cañones de asedio otomanos no pudieron destruir las murallas. Solo después de que los jenízaros lograron encontrar y cortar la línea de suministro de agua del fuerte, la ciudad se rindió. Según la tradición popular, los residentes lanzaron esponjas suspendidas de cuerdas desde el castillo y así recogieron agua del río, hasta que los jenízaros lo descubrieron y comenzaron a cortar las cuerdas. Los habitantes de la ciudad, seis mil según el historiador Stefanos Thomopoulos, fueron esclavizados, mientras que novecientos niños fueron seleccionados para el devşirme.
Graitzas, sin embargo, y varios defensores aún resistían en la ciudadela. Como condición para rendirla, exigió el libre paso de sus hombres. Mehmed aceptó y partió sin ser molestado hacia Egio, y dejó a un tal Hamouzas como gobernador del Peloponeso y Tesalia, y para supervisar la salida de Graitzas. Sin embargo, Hamouzas ignoró el acuerdo y arrestó a los primeros hombres que intentaron abandonar la ciudadela. Informado de esto, Mehmed lo reemplazó con Zaganos Pasha y abandonó el Peloponeso. Sin embargo, Zaganos también reanudó el asedio de la ciudadela. Graitzas intentó entonces una salida y logró abrirse paso y encontrar refugio en la fortaleza veneciana de Lepanto. La caída de Salmenico señaló la completa sumisión del Peloponeso (con la excepción de las posesiones venecianas como Nauplia, Modona y Corone) a los otomanos.
Hoy en día, el castillo y la ciudad se encuentran en ruinas, que aún son visibles en el sitio. Un puente medieval se conserva intacto, mientras que la "roca de Oria" (Βράχος της Ωριάς), donde, según la tradición local, una princesa fue asesinada por un traidor durante el asedio otomano, se encuentra cerca.